# Terbium(IV)-oxid
Terbium(IV)-oxid ist eine chemische Verbindung des Terbiums aus der Gruppe der Oxide.

## Gewinnung und Darstellung
Terbium(IV)-oxid kann nicht durch Reaktion von niederen Terbiumoxiden mit Sauerstoff gewonnen werden. Die Verbindung konnte erstmals durch Reaktion von Terbium(III,IV)-oxid mit atomarem Sauerstoff bei 350 °C erhalten werden. Später konnte es durch Zersetzung von Terbiumoxiden in wässrigen Lösungen dargestellt werden.

## Eigenschaften
Terbium(IV)-oxid ist ein dunkelroter Feststoff. Er besitzt eine Kristallstruktur vom Fluorittyp und zersetzt sich an Luft bei Temperaturen bei 350 °C.